# چهارپایه

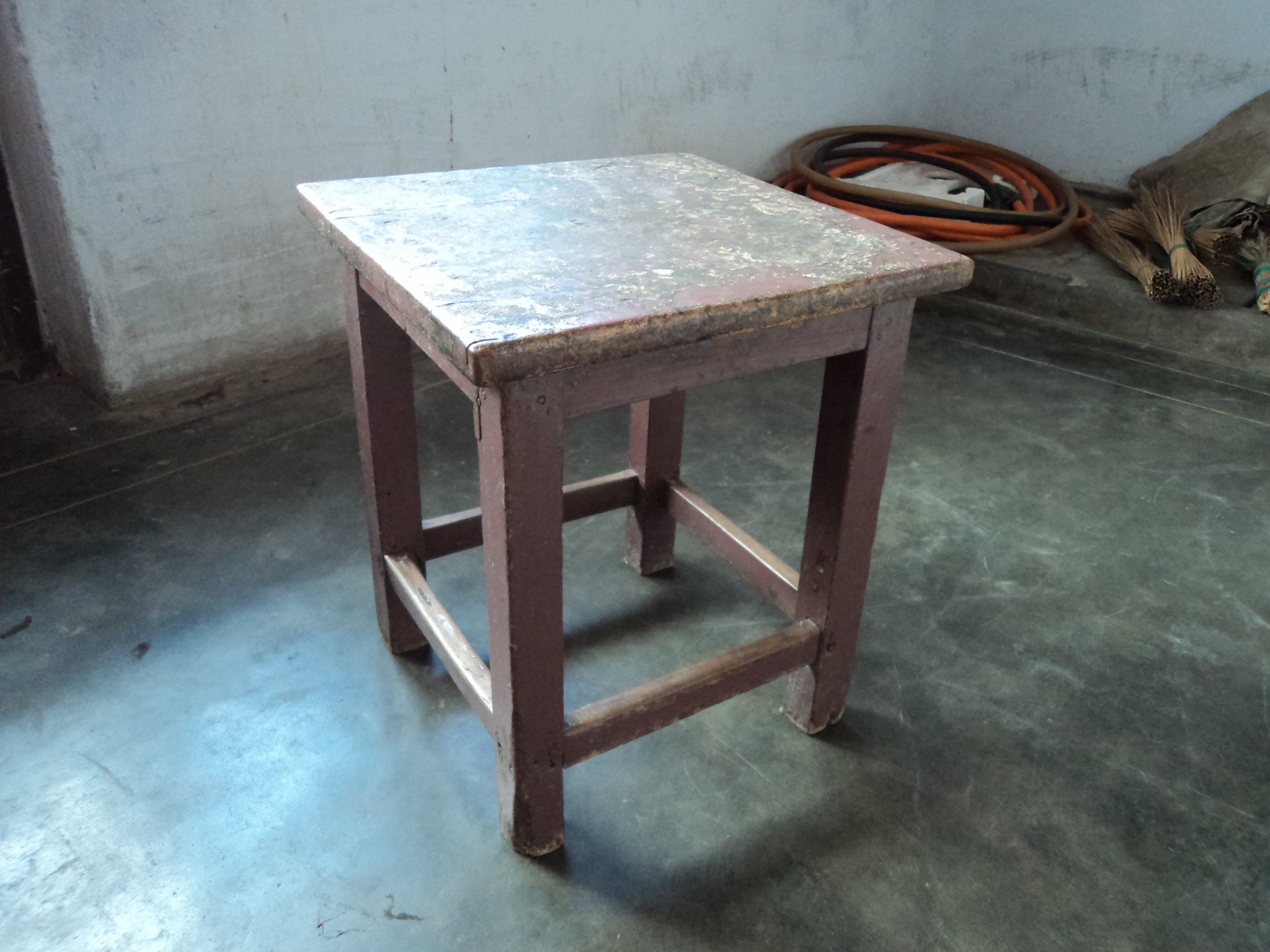

چهارپایه، وسیله‌ای برای نشستن و قرار دادن اشیا بر روی آن می باشد، این اثاث، از چوب، فلز، پلاستیک و... ساخته می‌شود.